# عبد الحميد النعيمي

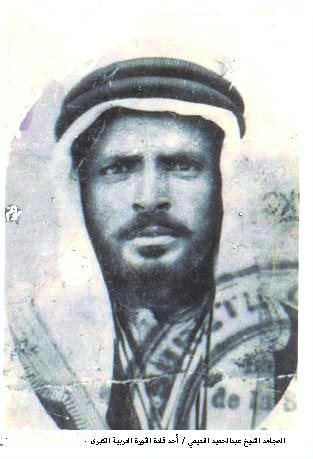

عبد الحميد النعيمي أحد قادة الثورة العربية الكبرى.

## نشأته وتعليمه
ولد الشيخ عبد الحميد  حميدي الدخيل النميري النعيمي عام 1894 نشأ وترعرع في البيئة العربية البدوية التي عاش بها والده شيخ عشيرة بني نمير من أكبر عشائر الجولان والتي هي ضمن عشائر النعيم في منطقة بلاد الشام، والحديث عن هذه العشيرة البدوية يطول كثيرا وهي قبيلة تحملت مسؤولية تسليح الرجال الذين انتسبوا لجيش الثورة العربية الكبرى عام 1917.
تلقى التعليم في مدرسة التجهيز بدمشق وهي من أشهر المدارس آنذاك، وبعد أن أراد الأتراك انتقاء الخيرة من أبناء العشائر والحمائل في منطقة بلاد الشام تم انتقاؤه ليكون أحد طلاب الكلية الحربية من عام (1916 – 1918) حيث رافق في هذه الأثناء الأمراء والزعماء ومنهم الأمير محمود الفاعور والسيد احمد مريود وعلي باشا خلقي الشرايري، وقد ذكر ذلك في مذكرات علي باشا خلقي التي نشرت في جريدة الشعب عام 1985.

### مآثره ومواقفه البطولية
أولا: مشاركته في إتفاقية أم قيس ومعارضته لمعاهدة عام (1928)
ثانيا: قدم مصاغ وحلي نساء عشيرته وباعها واشترى بثمنها سلاحا لرجال الثورة العربية الكبرى ومنها المدفع الموجود حاليا أمام قصر رغدان العامر في العاصمة عمان ، حسبما جاء في مذكرات علي خلقي الشرايري

## دور النعيمي في الثورة العربية الكبرى
عند قدوم الأمير عبد الله من الحجاز إلى مدينة معان بتاريخ 12 تشرين الثاني 1920 كان المجاهد عبد الحميد النعيمي على رأس قائمة المستقبليين لسموه، وفي وقت لاحق اجتماع الأمير عبد الله بالزعامات الوطنية السياسية والعسكرية وضم الاجتماع السادة ((الأمير محمود الفاعور- احمد مريود – عبد الحميد النعيمي – عبد الله الطحان النعيمي – نبيه العظمة – خير الدين الزركلي – نور الدين البزرنجي – أسد الأطرش – خلف مقبل المحاميد - مصطفى الخليلي – سالم عكاش السلامات))، وكان عدد الذين حضروا اللقاء 31 شخصية قال لهم الأمير عبد الله: (كل عربي يعلم أنكم ستستنصرون وتستثيرون حميته ليأتيكم مسرعا ملبيا فها أنا ذا قد آتيت مع أول من لباكم لنشارككم في شرف دفاعكم لطرد المعتدين عن أوطانكم بقلوب ذات حميه، وتحدث في هذا اللقاء المجاهد عبد الحميد النعيمي واحمد مريود ونبيه العظمة حيث اجمعوا على مقاتلة الجيوش المحتلة حتى تحقيق الاستقلال وكلف الأمير المجاهد النعيمي بتأسيس النواة الأولى للجيش العربي الأردني ومنحة رتبة قائد/ نقيب، وانتسب لجيش الثورة العربية الكبرى عام 1917 وكان المجاهد عبد الحميد يفخر أن المدفع الموجود حاليا أمام قصر رغدان العامر قد اشتراه من مصاغ نساء عشيرته لذلك قال الملك المؤسس عبد الله الأول ((هذا المدفع يا عبد الحميد يساوي عندي ذهب الدنيا ونساء عشيرتك سيفخر التاريخ بهن كما افتخر بنساء الصحابة لقد خسرن مصاغهن وربحن الذكرى الطيبة)) 

## معركة الزوية
استغل المجاهد النعيمي التأييد الشعبي الأردني للمقاومة العربية فشكل عدة مجموعات مشتركة من الأردنيين والسوريين قاموا بمهاجمة الفرنسيين في منطقة الزوية وهي تحت الاحتلال الصهيوني حاليا وتم الاستيلاء عليها وقتل حاكمها الإداري المعين من قبل الفرنسيون (عبدو القدوس) بعد أن أنضم إليه العديد من المواطنين في بلدة حرثا / اربد، وشارك في هذه العميلة الجهادية عشرات من الأردنيين بقيادة المجاهد محمد قسيم الزعبي من قرية (خرجا) لواء بني كنانة، وبعدها قام المجاهد النعيمي بإبلاغ اللواء على خلقي باشا والذي كان يشغل وظيفة ضابط في مدينة اربد بانتصارهم والذي بدوره طلب من المجاهدين الانسحاب بعد أن واجههم الفرنسيون بقوتين تساندهم المدفعية والطائرات وتم الانسحاب لعدم وجود القوى الكافية التي تواجه هذا الحشد المذكور.
- بعد معركة ميسلون ودخول الجيش الفرنسي المحتل مدينة دمشق، توجه النعيمي إلى الأردن مع المجاهدين احمد مريود والأمير محمود الفاعور فاختار احمد مريود بلدة كفر سوم ومعه (318) مجاهدا واختار الأمير محمود الفاعور منطقة (عين راجوب) وعسكر هناك مع قوة من المجاهدين واختار النعيمي بلدة (حرثا) مع 200 من مجاهدي عشيرته، وعندما شكل علي خلقي حكومة اربد المحلية كان النعيمي من كبار ضباط وأحد وزراء حكومته وشارك في المباحثات التي اجراها علي خلقي والزعامات الوطنية في الشمال الأردني مع الميجر البريطاني (سمرست) نائب المندوب السامي في فلسطين وجرت المباحثات بين الطرفين في بلدة أم قيس.
- بتاريخ 17/آب/1921م، تم تنفيذ حكم الإعدام بحق الجاسوس الفرنسي عبدو القدوس مدير ناحية فيق على يد الثوار (عكاش السالم السلامات، ومحمد فياض المذيب، وعبد الحميد الدخيل النعيمي، وعربي ذياب، ومحمد قسيم الزعبي من خرجا، ونهار الروسان من سما الروسان، وقد أراد أحمد مريود إشراك أبناء الأردن ليتوزع دم القتيل على العشائر الأردنية)، بعد مقتل القدوس وجميع أفراد الحامية الفرنسية في بلدة فيق توجه المجاهد عكاش السالم وبرفقته مجموعة من الثوار إلى الأردن، وعن طريق أحمد مريود اتصل عكاش بالأمير عبد الله وطلب منه الحماية والإقامة المؤقتة في الأردن، فرحب به الأمير وقال له ((حقوقك مضمونة ما دمت أنا وفيصل أحياء))، بعد هذه الحوادث قامت السلطات الفرنسية بأعمال عدوانية ضد أهالي قرى الزوية الغربية والشرقية، ونفذت حكم الإعدام ببعض المجاهدين

## حياته العسكرية
عاد الشيخ عبد الحميد النعيمي وزملاؤه إلى عمان وباشروا بتأسيس الجيش العربي الذي اعد نواه من اجل تحرير الأرض العربية وعين في الجيش العربي برتبة ملازم أول ومن ثم رفع إلى رتبة رئيس / نقيب في الجيش العربي الأردني وقضى أربع سنوات كان خلالها الفرنسيون بالتعاون مع الإنجليز يلاحقون كل الأحرار الذين تصدوا للجيش الفرنسي عند غزوه لسوريا، ومن ثم طلب الجنرال الفرنسي اوغاند من المندوب السامي البريطاني في فلسطين هربرت صموئيل تسليمه إليهم مهددا باتخاذ الإجراءات الشديدة إذا لم ينفذ طلبة وبالفعل قام الإنجليز بتسليمه إلى السلطات الفرنسية بمدينة درعا حيث كان قد حكم علية بالإعدام غيابيا وبعد ذلك أعيدت محاكمته ثانيا وأخذت بين أخذ وبعد حوالي أربع سنوات وهو مسجون في سجن القلعة بدمشق لحين صدور العفو العام عن السجناء السياسيين، وخرج من السجن ووضعوه تحت الإقامة الجيرية، ومن ثم الالتحاق وأبنائه وأبناء عشيرته إلى معاقل الأبطال في الأردن والخدمة في صفوف الجيش العربي المصطفوي في عدة مجالات وفي سلك الدولة.
- التحق بالجيش العربي الفيصلي في مطلع عام 1918 وكانت مهمته الأولى في هذا الجيش أن اختاره اللواء علي خلقي الشرايري لمرافقته إلى الهند حيث يوجد مئات الجنود والضباط العرب في معسكرات الاعتقال البريطاني بعد أسرهم في معركة (كوت العمارة) في العراق عام 1915وذلك من اجل الإفراج عنهم ونقلهم إلى القاهرة لتدريبهم على السلاح البريطاني ثم نقلهم إلى العقبة وتنسيبهم للجيش العربي الفيصلي برتبهم العسكرية يقول على خلقي في مذكراته " وبعد إنهاء تدريب أول كتيبة عربية سافرنا بالباخرة إلى مصر ومن الإسكندرية إلى العقبة والتحقنا بالأمير فيصل الذي كان باستقبالنا وكان النعيمي في ذلك الوقت يحمل رتبة ملازم في الجيش الفيصلي والذي كان يعرف (بالجيش الشمالي).
- كان النعيمي أحد ضباط الدرك الإحتياطي التي تم تشكيلها بقيادة القائد عبد الرحمن سليم وعددها المقرر 400 فارس ولكن العدد الحقيقي لم يتجاوز 150فارس لأنها حلت قبل اتمام التجنيد وعدل عنها إلى تأليف القوة السيارة. وقد ضمت السرية التي شكلها الكابتن (برانتون) ومن ضباطها السادة: عمر لطفي، صبحي العمري، عبد القادر الجندي، سعيد عمون، محمود الهندي، محمد توفيق النجداوي، حسين المدفعي، شكري العموري، منيب الطرابلسي، محمد جانبك، سعيد اسحاقات، عبد الكريم الحص، عبد الحميد النعيمي، احمد التل.
- في العهد الفيصلي خدم النعيمي مع جعفر العسكري الذي عين قائدا عاما للقوات العسكرية تمتد من البلقاء شمالا إلى تبوك جنوبا وشغل النعيمي وظيفة (أركان حرب الفرقة الثانية) التي كانت بقيادة القائد رشيد المدفعي ومركزها عمان.
حتى عام 1924 كان برتبة (نقيب) واشرف على تدريب القوات الملتحقة بالجيش الأردني وشارك في صد هجمات الغزو التي تعرض لها الأردن من قبل الإخوان التي عرفت بالغزوات النجدية الوهابية حيث وفي عام 1922هجمت جماعة من الوهابيين فجأة على أعراب شرقي الأردن الآمنين، فهجموا على أُم العمد وجوارها، فقتلوا ونهبوا، وما لبثوا أن ارتدّوا مدحورين مأسورين، وإنّ الدبابات والطائرات الإنكليزية اشتركت في قتالهم مع عرب شرقي الأردن، وانجلت المعركة عن قتل ثلاثمائة من الوهابيين 

## وفاته
وبعد كل ما ذكر عن الشيخ عبد الحميد النعيمي، انه لن يرتاح ويسلم زمام الأمور السياسية إلى أبنائه وأحفاده وأبناء عشيرته إلا أن ذلك لم يتم ولم تكن له الراحة بعد العناء الشديد الذي مر ذكره من مقارعة الأتراك والمستعمرين وتفرغ لمصلحة الوطن والأمة وإصلاح ذات البين وكان من الرجال المتميزين في إيمانه وتقواه بهذه الأمة الذي يأمل بتوحيدها قبل وفاته حسب ما جاء بأهداف الثورة العربية الكبرى وبقي هكذا طيلة حياته حتى آتاه الأجل المحتوم يوم الجمعة ثاني أيام عيد الأضحى المبارك الموافق (4/1/1974) وقد شارك في مراسم جنازته موسيقات القوات المسلحة الأردنية وكبار ضباط القوات المسلحة الأردنية وكافة الفعاليات الرسمية والشعبية وشيوخ ووجهاء الأردن وسوريا وخاصة من أبناء مدينة المفرق

## وصيته
ولي نصيحة أخيرة أوجهها لكل أجيالنا في العالم العربي جنودا ومواطنين عمالا وموظفين أن يتحلوا بفضيلة الصدق التي تبقى هامات أصحابها مرفوعة إلى الأبد وان تخلصوا العمل لله والوطن مزودين بسلاح العقيدة الصلبة وان يتحملوا واجباتهم بتجرد وإخلاص ليستعيدوا الحقوق المسلوبة وليعدوا لامتهم سالف عزتها ومجدها وليرفعوا من جديد آيات النصر والتحرير خفاقة عالية، واني ارجوا الله وقد جاوزت الثمانين حولا أن يأخذ بيدكم تحت القيادة الهاشمية الحكيمة وسيد البلاد الحسين بن طلال المعظم إلى ما فيه خير الأمة العربية، وان يوفق امتنا العربية إلى استعادة ما سلب منها وان يوحد كلمتها إلى ما فيه خير شعبها والله أسال أن يوفقكم يا جنود العرب لرفع راية النصر والتحرير بعون الله والله الموفق 